# Радина, Ренэ Ефимовна
Ренэ Ефимовна Радина (по мужу Фигнер; 1872, Николаев, Херсонская губерния, Российская империя — 17 августа 1944, Вена, Остмарк, Нацистская Германия) — русская оперная певица, сопрано.
Жена оперного певца Николая Николаевича Фигнера.

## Биография
Родилась в еврейской семье. Брат — Яков Ефимович Радин (1878, Николаев — 1942, Ленинград). Родители с детства обучали игре на фортепиано в музыкальных классах.
Обладая вокальными способностями, с 1893 года брала уроки пения у итальянского вокального педагога Роккиджани и через год с успехом выступала в концертах. В одном из концертов её партнёром был оперный певец М. Е. Медведев. В 1895 году поступила в Московскую консерваторию (класс пения Е. Лавровской), затем продолжила учёбу в Венской консерватории (класс профессоров Егерь-Вильдчика и Штоля).
В 1896 году пела в «Псковитянке» (Московская частная русская опера С. И. Мамонтова). С 1898 года выступала в концертах в Вене и в городах Германии.
Позже с успехом дебютировала на сцене Кёльнского оперного театра, исполняла партии Сантуцца («Сельская честь» П. Масканьи), Леоноры («Трубадур» Дж. Верди), Аиды («Аида» Дж. Верди), Валентины («Гугеноты» Дж. Мейербера), Эвридики («Орфей и Эвридика» К. В. Глюка), Эльзы («Лоэнгрин» Р. Вагнера).
В 1899 году, вернувшись в Россию, была приглашена в Харьковскую оперную труппу (антрепренёр А. А. Церетели), в составе которой гастролировала в Санкт-Петербурге (Панаевский театр, 1900), Одессе, Екатеринбурге.
Позднее пела в Тифлисе (1900—04), Петербурге (Новый летний театр; Русская опера, антреприза Е. Кабанова и К. Яковлева, 1903; Опера Народного дома, 1903), Казани (1904, 1908), Н. Новгороде (1904, 1905, антреприза Н. Н. Фигнера), Баку, Риге, Ростове-на-Дону (1907), Самаре (октябрь 1909 года, в составе гастролирующей Русской оперы под управлением В. М. Миллера, где выступила в партии Лизы в «Пиковой даме» П. Чайковского, её партнёром был Н. Н. Фигнер).
В 1905 году оставила оперную сцену и ограничилась концертной деятельностью. В камерном репертуаре певицы были произведения  Р. Шумана, Ш. Гуно, Э. Грига, Н. Г. Рубинштейна.
С 1929 года проживала в Вене.

## Семья
- Муж — оперный певец Николай Николаевич Фигнер.

Дочери:
- - Маргарита Николаевна Фигнер (8 января 1906, Санкт-Петербург — 25 июля 1983, Ленинград) — режиссёр, театровед, педагог, публицист, была замужем за режиссёром, актёром и театральным педагогом Эдвином Давидовичем Фейертагом (1897—1941)[4]
  - Татьяна Николаевна Фигнер (? — 1974, Ленинград) — артистка оперетты Ленинградского театра музыкальной комедии, была замужем за коллегой — Павлом Захаровичем Фисенко (1916—1974, Ленинград) с 1935 года (Иркутск)[5]. Работали в Читинской музыкальной комедии под руководством Л. Ю. Сагайдачного. В начале 1941 года вернулись в Ленинград, во время Великой Отечественной войны работали в театре и в концертных бригадах на фронте.

## Адрес
- Санкт-Петербург (Петроград) Фурштатская улица д. 47 кв. 17[6]

## Характеристика вокальных данных
Обладала гибким, сильным голосом обширного диапазона и драматическим талантом. Исполнение отличалось изящной манерой пения, тонкой фразировкой.

## Дискография
- Записывалась на грампластинки (17 произв.) в Петербурге («Э. Берлинерс граммофон», 1900; «Граммофон», 1907, 1908; «Зонофон», 1909).
- В 2001 выпустила 2 CD с архивными записями Николая и Медеи Фигнер в серии THE SYMPOSIUM OPERA COLLECTION VOLUMES 1 & 2. Nicolai Figner & Medea Mei-Figner. В этот сборник вошли также 2 записи в исполнении Радиной:

1. Oprichnik: It seems that I dream of noises and hear steps (in Russian) — Tchaikovsky — 1907/8 — G&T 6421L — X-2-63027 — CD 1255/6;
2. Au Printemps (in Russian) — Gounod — 25/11/09 — G&T 6979r — X-63896 — CD 1255/6.